# Upplands runinskrifter 319
Upplands runinskrifter 319 är ett vikingatida runstensfragment av granit i Kimsta, Skånela socken och Sigtuna kommun.  Runstenen är 2,3 meter hög och cirka 0,9 meter bred. Runslingan är ungefär 10 centimeter. En del av runslingan är skadad i kanten av stenen. Stenen står troligen på sin ursprungliga plats.

## Inskriften
Translitterering av runraden:
[kitilui · auk · kiau þau · risþi · stin] · þinsi · if[tiʀ] · iusti[n · -- ·] n[-]...hunt ihlbi · (k)[uþ · aon · hiti u]isa iftiʀ · iufur · i[arþn]n
Normalisering till runsvenska:
Kætilvi ok Kætill(?) þau ræisþu stæin þennsi æftiʀ Iostæin ... ... Hialpi Guð aon hiti ræisa(?) æftiʀ Iofur iarþnn.
Översättning till nusvenska:
Kättilvi och Kättil de reste denna sten efter Josten ... Gud hjälpe ... resa efter Jovur ...
Stenen vår svårläst redan på 1600-talet och tolkningen på Hadorphs och Helgonius träsnitt är osäker.

## Se även

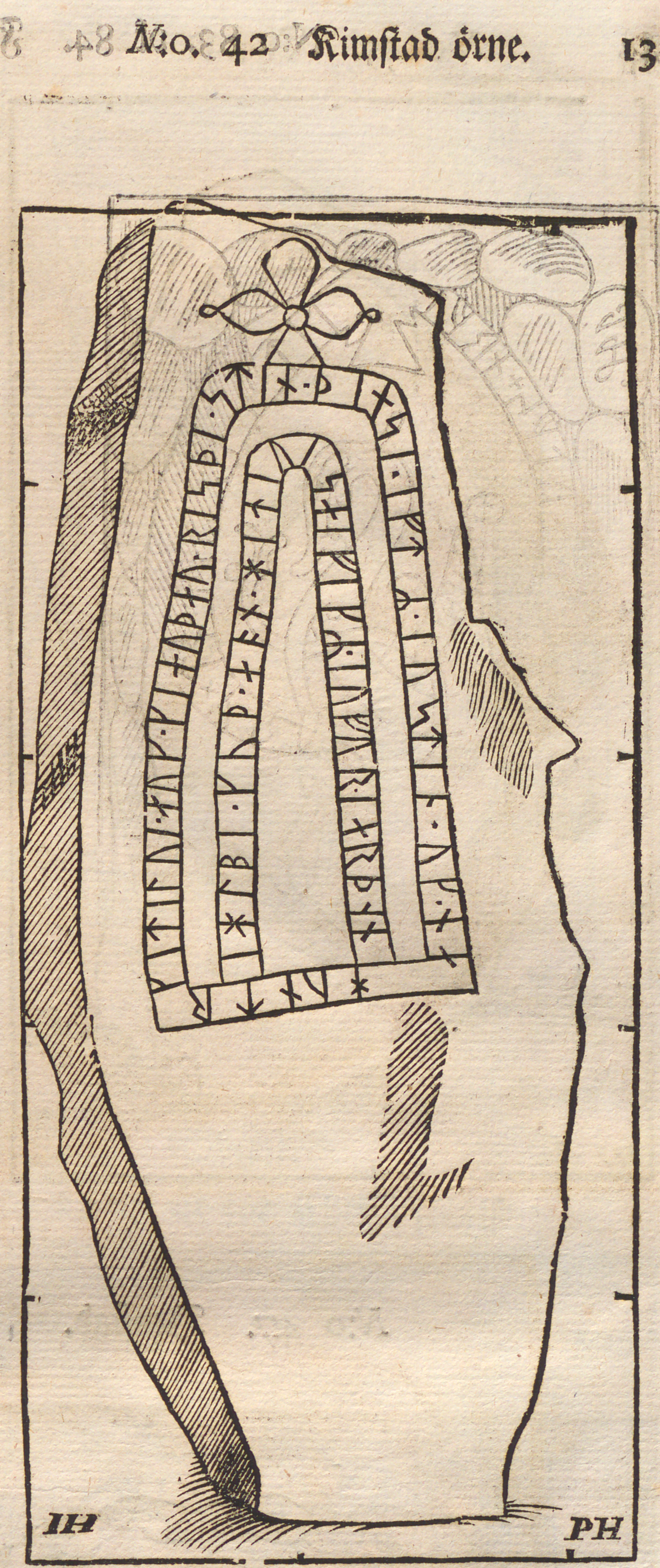
U 319 avbildad i Bautil.